# Gordiano y Epímaco

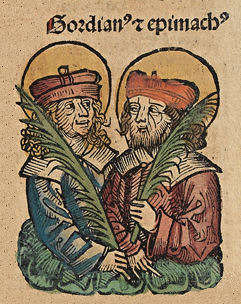
Gordiano y Epímaco representados juntos en la Crónica de Nuremberg

Gordiano y Epímaco fueron venerados conjuntamente por la iglesia católica el 10 de mayo, hasta 1969.
Epímaco murió en 250 y Gordiano en 362. Supuestamente llegaron a ser enterrados uno al lado del otro en la misma cripta de Roma, dando su nombre al cementerio de Gordiano y Epímaco .
La reina Hildegarda, esposa de Carlomagno, regaló a la abadía de Kempten algunas reliquias de los santos. Junto con la Virgen María, Gordiano y Epímaco son venerados como patrones de la abadía.
Hay iglesias en Alemania dedicadas a los santos en: Aitrach, Legau, Merazhofen, Pleß, Stöttwang y Unterroth; y también uno en Blevio, Italia.